# Fantasma na máquina
O fantasma na máquina é a descrição do filósofo britânico Gilbert Ryle do dualismo "mente-corpo" de René Descartes.
A frase foi introduzida no livro de Ryle "The Concept of Mind" para realçar o absurdo percebido nos sistemas dualistas como o concebido por Descartes, em que a atividade mental se realiza em paralelo à ação física, mas em que os seus meios de interação são desconhecidos ou, na melhor das hipóteses, especulativos. 

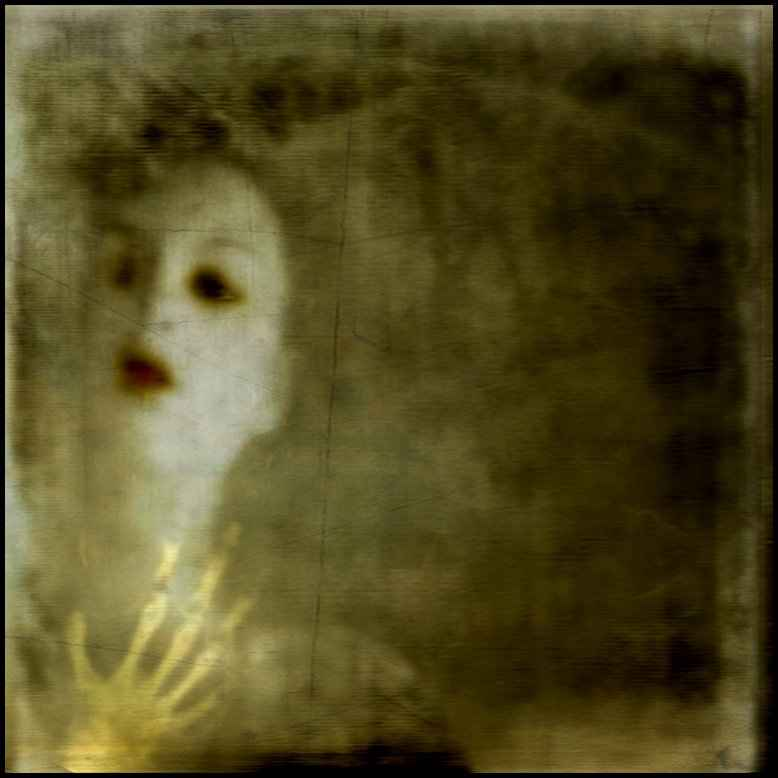
Em cada um de nós, existe mesmo um fantasma chamado "alma", assombrando nosso corpo?

Os argumentos filosóficos de Ryle em seu ensaio consistem em grande parte na sugestão de que falar da mente e do corpo como substâncias, como faz um dualista, é cometer o que define como um "erro de categoria". Ryle tenta provar que a doutrina é inteiramente falsa, não em detalhes, mas em princípio, argumentando que ela surge ao confundir incorretamente dois tipos lógicos, ou categorias, como sendo compatíveis; ela representa os fatos da vida mental como se pertencessem a um tipo lógico/categoria, quando na verdade eles pertencem a outro.

## Arthur Koestler
Em seu livro que leva como título a frase de Ryle, "Fantasma na máquina", Arthur Koestler faz particularmente uma crítica à teoria behaviorista de Burrhus Frederic Skinner. O foco principal do livro é o movimento da humanidade rumo à autodestruição, principalmente na arena das armas nucleares. É particularmente crítico da teoria behaviorista de B. F. Skinner.  Um dos conceitos centrais do livro é que, à medida que o cérebro humano cresceu, ele se baseou em estruturas cerebrais mais primitivas e anteriores, e que esse é o "fantasma na máquina" de mesmo nome. A teoria de Koestler é que às vezes essas estruturas podem sobrepujar funções lógicas superiores e são responsáveis pelo ódio, raiva e outros impulsos destrutivos.